# Нантюа (округ)
Округ Нантюа (фр. Arrondissement de Nantua) — округ у Франції, в департаменті Ен. 2023 року округ об'єднував 62 муніципалітети, населення становило 93 755 осіб.
Адміністративний центр (супрефектура) — Нантюа.

## Муніципалітети
Список муніципалітетів округу та їхні коди INSEE:
1. Апремон (01011)
2. Арбан (01014)
3. Беар-Жеовресья (01170)
4. Беллейду (01035)
5. Беллінья (01031)
6. Бійя (01044)
7. Болозон (01051)
8. Брено (01060)
9. Бріон (01063)
10. Буає-Сен-Жером (01056)
11. Вальсерон (01033)
12. Варамбон (01430)
13. В'є-д'Ізнав (01441)
14. Віль (01448)
15. Груасья (01181)
16. Дортан (01148)
17. Енжу-Женісья (01189)
18. Ешаллон (01152)
19. Жеоврессе (01171)
20. Жирон (01174)
21. Жужур'є (01199)
22. Ізернор (01192)
23. Ізнав (01191)
24. Кондамін (01112)
25. Конфор (01114)
26. Лабальм (01200)
27. Лантене (01206)
28. Ле-Нейроль (01274)
29. Ле-Пуаза-Лаллейр'я (01204)
30. Лейссар (01214)
31. Мартінья (01237)
32. Матафлон-Гранж (01240)
33. Мая (01228)
34. Меринья (01242)
35. Монреаль-ла-Клюз (01265)
36. Монтанж (01257)
37. Нантюа (01269)
38. Невіль-сюр-Ен (01273)
39. Нюр'є-Волонья (01267)
40. Ойонна (01283)
41. Пейр'я (01293)
42. Плань (01298)
43. Пон-д'Ен (01304)
44. Понсен (01303)
45. Пор (01307)
46. Пріе (01314)
47. Самонья (01392)
48. Сен-Жан-ле-В'є (01363)
49. Сен-Жермен-де-Жу (01357)
50. Сен-Мартен-дю-Френ (01373)
51. Сент-Альбан (01331)
52. Сень (01067)
53. Сердон (01068)
54. Серр'єр-сюр-Ен (01404)
55. Сонтонна-ла-Монтань (01410)
56. Сюржу-Лопіталь (01215)
57. Утр'я (01282)
58. Шаль-ла-Монтань (01077)
59. Шамфром'є (01081)
60. Шане (01082)
61. Шарі (01087)
62. Шевіяр (01101)